# Tony DiTerlizzi
Tony DiTerlizzi (Los Angeles, 6 settembre 1969) è un illustratore statunitense.

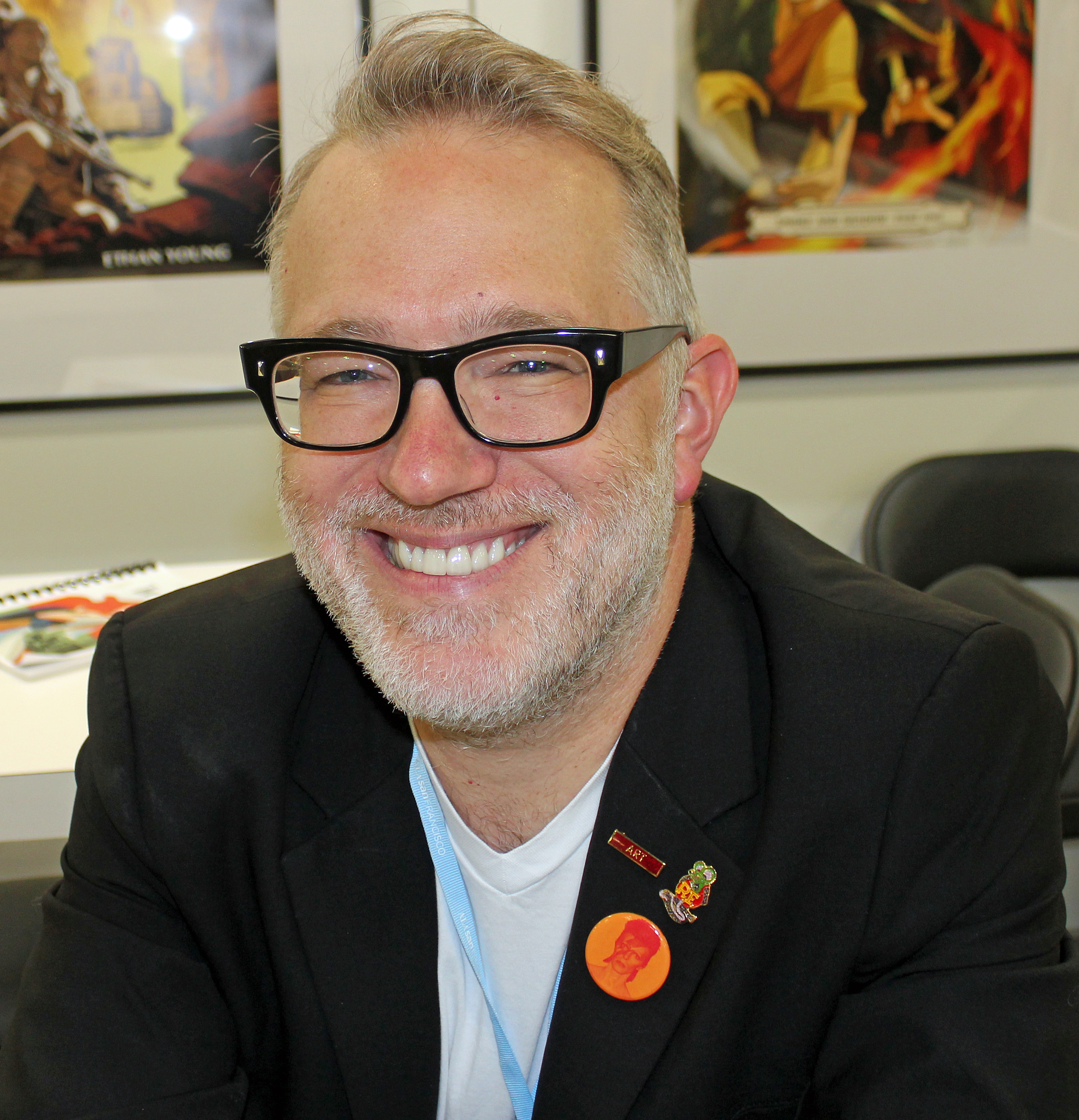
Tony DiTerlizzi

DiTerlizzi ha creato, in collaborazione con Holly Black, la serie di libri per ragazzi Le cronache di Spiderwick, da cui è stato tratto l'omonimo film.
Nel mondo ludico è noto principalmente per le sue illustrazioni per il gioco di carte Magic: l'Adunanza e per i volumi di Planescape, un'ambientazione per il gioco di ruolo fantasy Dungeons & Dragons.

## Biografia
Primo di tre fratelli, di origine italiana, Diterlizzi nacque nel 1969 a Whittier, in California. Si trasferì in seguito nella Florida meridionale, dove frequentò la Florida School of the Arts, e The Art Institute of Fort Lauderdale, dove conseguì un diploma in design grafico nel 1992.
Durante la sua infanzia fu influenzato dal lavoro di svariati artisti, tra cui Norman Rockwell e Theodor Seuss, che cita come principali riferimenti creativi: «Molti artisti fantasy vi diranno che sono stati ispirati principalmente da Frazetta o Boris Vallejo. Avendo capito questo, io ho preferito cercare dei punti di riferimento differenti, dato che mi sembrava che la maggior parte delle opere fantasy avesse uno stile comune da dipinto a olio».

## Carriera
Dopo gli studi, iniziò a lavorare come illustratore per alcune serie di giochi di ruolo come Dungeons & Dragons, Planescape, Changeling: The Dreaming e per il gioco di carte Magic: l'Adunanza.
Nel 2002 pubblicò Jimmy Zangwow's Out-of-this-World Moon Pie Adventure, e nell'anno successivo Ted.
Venne insignito del Caldecott Honor Medal per aver illustrato il poema The Spider and the Fly di Mary Howitt.

## Vita privata
DiTerlizzi vive in Massachusetts con la moglie Angela e una figlia, Sophia.

## Opere

### Scrittore
- Jimmy Zangwow's Out-of-This-World Moon-Pie Adventure, 2000
- Ted, 2001
- Spiderwick - Le cronache (in collaborazione con Holly Black), 2003–2006. La serie è divisa in 5 libri: Il libro dei segreti, La pietra magica, Il segreto di Lucinda, L'albero d'argento e L'ira di Mulgarath. Ne è stato tratto anche un film dal titolo omonimo, che ne ha accentuato il successo e la fama. In seguito al film, la serie è stata pubblicata tutta in un unico libro dallo stesso titolo.
- Il Nuovo Mondo. Spiderwick - Le cronache (in collaborazione con Holly Black). La serie è divisa in 3 libri: La creatura delle acque, Un problema gigante e Il re drago. Nonostante il grande successo della prima serie, questa è poco nota.
- G is for One Gzonk, 2006
- The Nixie's Song, 2007
- Kenny & The Dragon, 2008
- WondLa, 2010-2014. La serie è formata da 3 libri: Alla ricerca di Wondla (The Search for WondLa), 2010; L'eroe di Wondla (A Hero For WondLa), 2012 (inedito in Italia); La battaglia di Wondla (The Battle For WondLa), 2014 (inedito in Italia).

### Illustratore
- Dinosaur Summer, 1998
- C°ntinuum: roleplaying in The Yet, 1999
- Ribbiting Tales, 2000
- Alien & Possum: Friends No Matter What, 2001
- Alien & Possum: Hanging Around, 2002
- The Spider & The Fly, 2002
- Dragonflight, 2002